# 四川饭店
四川饭店（英語：Sichuan Food）是一家连锁中餐厅，位于荷兰阿姆斯特丹。主打川菜。

## 历史
1985年在荷兰阿姆斯特丹唐人街开业，1993年被授予米其林一星餐厅，是荷兰首家获得此殊荣的中餐厅。
2013年法国美食指南戈和米约授予其年度最佳前20名中的第11名。